# Ratsmühle Soltau

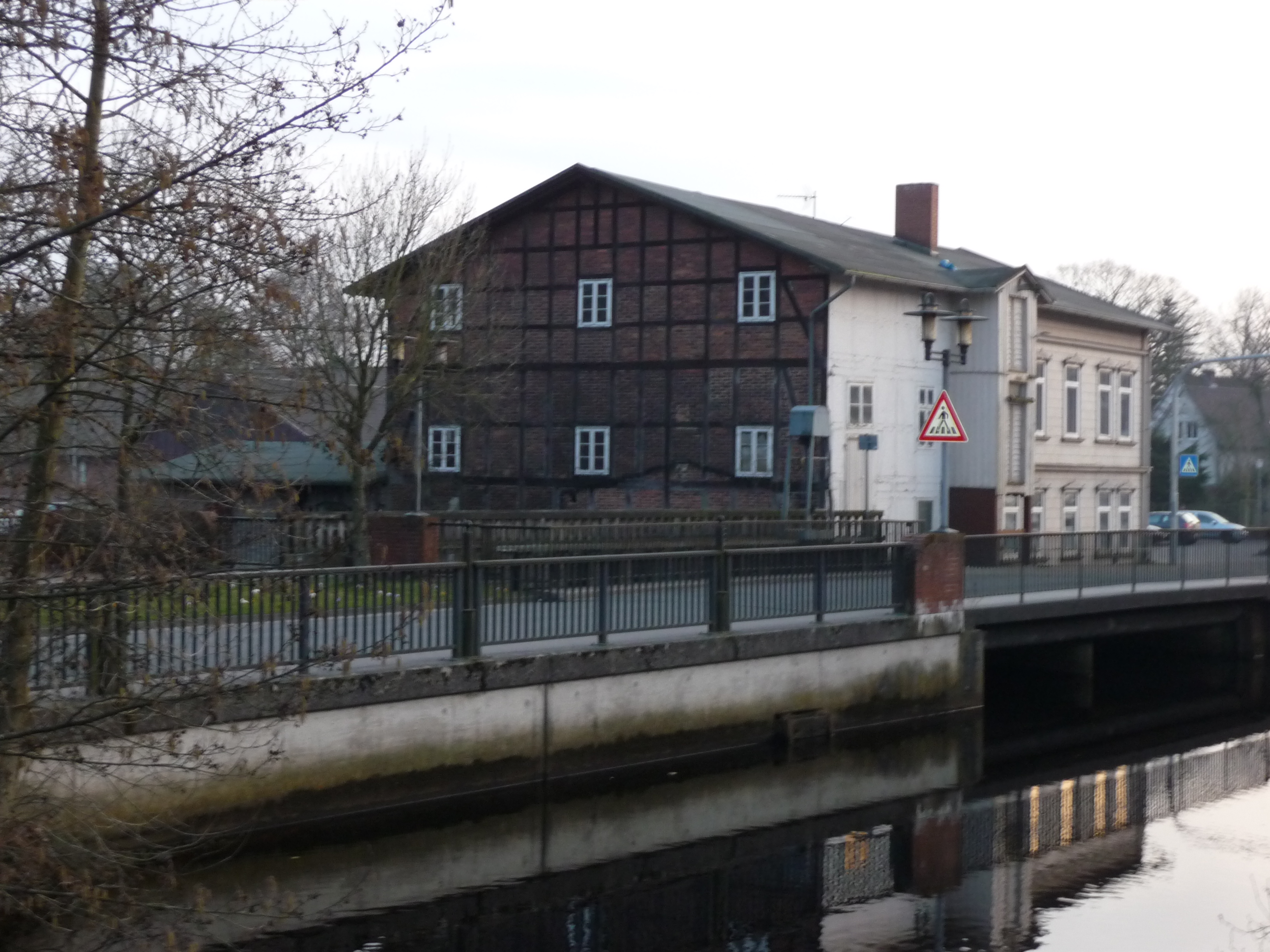
Ratsmühlengebäude

Die Ratsmühle ist eine ehemalige Wassermühle im niedersächsischen Soltau. Das Mühlengebäude steht unter Denkmalschutz.

## Geschichte
Seit mindestens 1384 befindet sich die Mühle als "nye Mölen" (neue Mühle) nachweislich am Zusammenfluss der Böhme und der Soltau an der Böhmheide in Soltau. Um das Eigentumsrecht an der Mühle gab es einen mehrjährigen Rechtsstreit zwischen der Familie von der Heide und der Stadt, der 1621 vom Reichskammergericht in Speyer zugunsten der Stadt entschieden wurde. Am 27. Januar 1625 kam es zu einem Vergleich zwischen den Parteien. Bis 1817 war die Mühle Eigentum der Stadt, daher rührt auch die Bezeichnung Ratsmühle. Dann verkaufte die Stadt sie aufgrund des schlechten Zustandes an den Müller Barenscher. Das angrenzende Gebäude wurde vermutlich 1890 errichtet und steht heute unter Denkmalschutz. Nach Ende des Zweiten Weltkrieges waren in ihm landwirtschaftliche Betriebe angesiedelt. 1963 wurde der Mühlenbetrieb eingestellt.

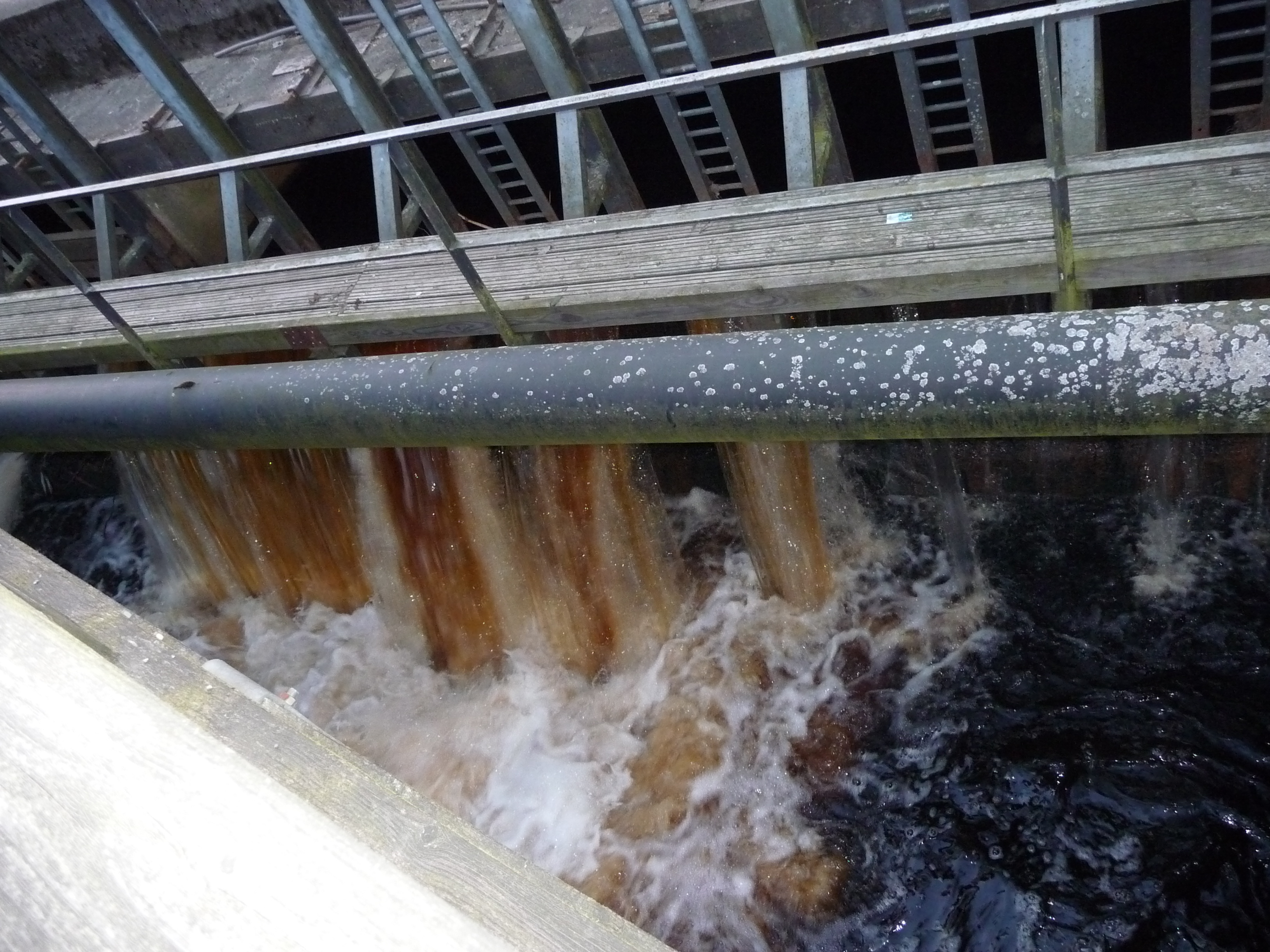
Böhmewehr

Bis 2004 wurde das Mühlengebäude als Verkaufsstätte von landwirtschaftlichen Produkten genutzt. Seitdem steht es leer. Um das Gebäude vor dem Verfall zu schützen, wurde 2007 die Interessengemeinschaft „Rettet die Ratsmühle“ ins Leben gerufen, die einen neuen Nutzer sucht. Geplant ist die Einrichtung eines Museums oder die Unterbringung von Vereinen.
Etwa 50 Jahre lang regelte das sogenannte Böhmewehr den Wasserstand der beiden Flüsse. Ab Juni 2010 wurde dieses durch eine rund 85 Meter lange Sohlgleite ersetzt, um die Regelung zu vereinfachen. In der dreimonatigen Bauzeit wurde das Wasser der Böhme umgeleitet, die Baukosten betrugen 510.000 Euro, die zu 90 Prozent vom Niedersächsischen Landesbetrieb für Wasserwirtschaft, Küsten- und Naturschutz getragen wurden.